# Słowo honoru
Słowo honoru – drugi album solowy polskiego rapera Bezczela. Wydawnictwo ukazało się 14 marca 2014 roku nakładem wytwórni muzycznej Proforma Label. Produkcji nagrań podjęli się Poszwixxx, Świerzba, Marek Kubik, Bob Air, SoDrumatic, Rockets Beats, Welon oraz Kaszpir. Z kolei wśród gości na płycie znaleźli się m.in. Zeus, Kroolik Underwood, Grizzlee, PTP oraz Fabuła.
Nagrania dotarły do 3. miejsca zestawienia OLiS.

## Lista utworów
Opracowano na podstawie materiału źródłowego.
1. „Intro” (prod. Poszwixxx) – 1:20
2. „Bene nati” (prod. Poszwixxx, gramofony DJ Perc) – 4:07
3. „Siła umysłu #Joseph Murphy” (gościnnie: Zeus, prod. Świerzba) – 4:38
4. „W głębi duszy” (prod. Świerzba, gramofony DJ Perc) – 4:08
5. „Nie miej za złe mi” (prod. Świerzba) – 3:58
6. „Vis a vis” (gościnnie: Kroolik Underwood, prod. Marek Kubik) – 4:10
7. „Czarne róże” (prod. Poszwixxx) – 3:42
8. „Lukrowany fałsz” (gościnnie: Grizzlee, prod. Świerzba) – 3:48
9. „Paleta bladych uczuć” (prod. Bob Air, gramofony DJ Gondek) – 4:09
10. „Aureole” (prod. SoDrumatic) – 3:49
11. „Kliczko” (gościnnie: KaeN, prod. Rockets Beats, gramofony DJ Danek) – 4:24
12. „Będą” (prod. Poszwixxx, gramofony DJ Taek) – 3:51
13. „Krav bragga” (prod. Welon, gramofony DJ Perc) – 3:40
14. „Na przekór” (gościnnie: PTP, Fabuła, prod. Świerzba) – 5:20
15. „Husarz” (prod. Kaszpir) – 2:46
16. „Outro” (prod. Poszwixxx) – 2:00